# Premi BAFTA 2011
La 64ª edizione dei British Academy Film Awards, conferiti dalla British Academy of Film and Television Arts alle migliori produzioni cinematografiche del 2010, ha avuto luogo il 13 febbraio 2011.

## Vincitori e candidati

### Miglior film
- Il discorso del re (The King's Speech), regia di Tom Hooper
- Il cigno nero (Black Swan), regia di Darren Aronofsky
- Il Grinta (True Grit), regia di Joel ed Ethan Coen
- Inception, regia di Christopher Nolan
- The Social Network, regia di David Fincher

### Miglior film britannico
- Il discorso del re (The King's Speech)
- 127 ore (127 Hours), regia di Danny Boyle
- Another Year, regia di Mike Leigh
- Four Lions, regia di Chris Morris
- We Want Sex (Made in Dagenham), regia di Nigel Cole

### Miglior film non in lingua inglese
- Uomini che odiano le donne (Män som hatar kvinnor), regia di Niels Arden Oplev • Svezia/Danimarca
- Biutiful, regia di Alejandro González Iñárritu • Messico/Spagna
- Io sono l'amore, regia di Luca Guadagnino • Italia
- Il segreto dei suoi occhi (El secreto de sus ojos), regia di Juan José Campanella • Argentina
- Uomini di Dio (Des hommes et des dieux), regia di Xavier Beauvois • Francia

### Miglior film d'animazione
- Toy Story 3 - La grande fuga (Toy Story 3), regia di Lee Unkrich
- Cattivissimo me (Despicable Me), regia di Pierre Coffin, Chris Renaud
- Dragon Trainer (How to Train Your Dragon), regia di Chris Sanders, Dean DeBlois

### Miglior regista
- David Fincher – The Social Network
- Danny Boyle – 127 ore (127 Hours)
- Darren Aronofsky – Il cigno nero (Black Swan)
- Christopher Nolan – Inception
- Tom Hooper – Il discorso del re (The King's Speech)

### Miglior attore protagonista
- Colin Firth – Il discorso del re (The King's Speech)
- Javier Bardem – Biutiful
- Jeff Bridges – Il Grinta (True Grit)
- Jesse Eisenberg – The Social Network
- James Franco – 127 ore (127 Hours)

### Miglior attrice protagonista
- Natalie Portman – Il cigno nero (Black Swan)
- Annette Bening – I ragazzi stanno bene (The Kids Are All Right)
- Julianne Moore – I ragazzi stanno bene (The Kids Are All Right)
- Noomi Rapace – Uomini che odiano le donne (Män som hatar kvinnor)
- Hailee Steinfeld – Il Grinta (True Grit)

### Miglior attore non protagonista
- Geoffrey Rush – Il discorso del re (The King's Speech)
- Christian Bale – The Fighter
- Andrew Garfield – The Social Network
- Pete Postlethwaite – The Town
- Mark Ruffalo – I ragazzi stanno bene (The Kids Are All Right)

### Miglior attrice non protagonista
- Helena Bonham Carter – Il discorso del re (The King's Speech)
- Amy Adams – The Fighter
- Barbara Hershey – Il cigno nero (Black Swan)
- Lesley Manville – Another Year
- Miranda Richardson – We Want Sex (Made in Dagenham)

### Miglior sceneggiatura originale
- David Seidler – Il discorso del re (The King's Speech)
- Lisa Cholodenko, Stuart Blumberg – I ragazzi stanno bene (The Kids Are All Right)
- Mark Heyman, Andrés Heinz, John J. McLaughlin – Il cigno nero (Black Swan)
- Christopher Nolan – Inception
- Scott Silver, Paul Tamasy, Eric Johnson – The Fighter

### Miglior sceneggiatura non originale
- Aaron Sorkin – The Social Network
- Michael Arndt – Toy Story 3 - La grande fuga (Toy Story 3)
- Danny Boyle, Simon Beaufoy – 127 ore (127 Hours)
- Joel ed Ethan Coen – Il Grinta (True Grit)
- Rasmus Heisterberg, Nikolaj Arcel – Uomini che odiano le donne (Män som hatar kvinnor)

### Miglior fotografia
- Roger Deakins – Il Grinta (True Grit)
- Danny Cohen – Il discorso del re (The King's Speech)
- Anthony Dod Mantle, Enrique Chediak – 127 ore (127 Hours)
- Matthew Libatique – Il cigno nero (Black Swan)
- Wally Pfister – Inception

### Miglior scenografia
- Guy Hendrix Dyas, Larry Dias, Doug Mowat – Inception
- Thérèse DePrez, Tora Peterson – Il cigno nero (Black Swan)
- Jess Gonchor, Nancy Haigh – Il Grinta (True Grit)
- Eve Stewart, Judy Farr – Il discorso del re (The King's Speech)
- Robert Stromberg, Karen O'Hara – Alice in Wonderland

### Migliori musiche
- Alexandre Desplat – Il discorso del re (The King's Speech)
- Danny Elfman – Alice in Wonderland
- John Powell – Dragon Trainer (How to Train Your Dragon)
- A.R. Rahman – 127 ore (127 Hours)
- Hans Zimmer – Inception

### Miglior montaggio
- Angus Wall, Kirk Baxter – The Social Network
- Tariq Anwar – Il discorso del re (The King's Speech)
- Jon Harris – 127 ore (127 Hours)
- Lee Smith – Inception
- Andrew Weisblum – Il cigno nero (Black Swan)

### Migliori costumi
- Colleen Atwood – Alice in Wonderland
- Jenny Beavan – Il discorso del re (The King's Speech)
- Louise Stjernsward – We Want Sex (Made in Dagenham)
- Amy Westcott – Il cigno nero (Black Swan)
- Mary Zophres – Il Grinta (True Grit)

### Miglior trucco e acconciature
- Alice in Wonderland – Valli O'Reilly, Paul Gooch
- Il cigno nero (Black Swan) – Judy Chin, Geordie Sheffer
- Il discorso del re (The King's Speech) – Frances Hannon
- Harry Potter e i Doni della Morte - Parte 1 (Harry Potter and the Deathly Hallows: Part 1) – Amanda Knight, Lisa Tomblin, Nick Dudman
- We Want Sex (Made in Dagenham) – Elizabeth Yianni-Georgiou

### Miglior sonoro
- Inception – Richard King, Lora Hirschberg, Gary A Rizzo, Ed Novick
- 127 ore (127 Hours) – Glenn Freemantle, Ian Tapp, Richard Pryke, Steven C. Laneri, Douglas Cameron
- Il cigno nero (Black Swan) – Ken Ishii, Craig Henighan, Dominick Tavella
- Il discorso del re (The King's Speech) – John Midgley, Lee Walpole, Paul Hamblin, Martin Jensen
- Il Grinta (True Grit) – Skip Lievsay, Craig Berkey, Greg Orloff, Peter F. Kurland, Douglas Axtell

### Migliori effetti speciali
- Inception – Chris Corbould, Paul Franklin, Andrew Lockley, Peter Bebb
- Alice in Wonderland – Ken Ralston, David Schaub, Sean Phillips, Carey Villegas
- Il cigno nero (Black Swan) – Dan Schrecker, Henrik Fett, Michael Capton, William 'Brad' Kalinoski
- Harry Potter e i Doni della Morte - Parte 1 (Harry Potter and the Deathly Hallows: Part 1) – Tim Burke, John Richardson, Nicolas Aithadi, Christian Manz
- Toy Story 3 - La grande fuga (Toy Story 3) – Guido Quaroni, Michael Fong, David Ryu

### Miglior cortometraggio
- Until The River Runs Red, regia di Paul Wright
- Connect, regia di Samuel Abrahams
- Lin, regia di Piers Thompson
- Rite, regia di Michael Pearce
- Turning, regia di Karni Arieli, Saul Freed

### Miglior cortometraggio d'animazione
- The Eagleman Stag, regia di Michael Please
- Matter Fisher, regia di David Prosser
- Thursday, regia di Matthias Hoegg

### Miglior esordio britannico da regista, sceneggiatore o produttore
- Chris Morris (regista/sceneggiatore) – Four Lions
- Banksy (regista), Jaimie D'Cruz (produttore) – Exit Through the Gift Shop
- Clio Barnard (regista), Tracy O'Riordan (produttrice) – The Arbor
- Gareth Edwards (regista/sceneggiatore) – Monsters
- Nick Whitfield (regista/sceneggiatore) – Skeletons

### Orange Rising Star Award per la miglior stella emergente(votato dal pubblico)
- Tom Hardy
- Gemma Arterton
- Andrew Garfield
- Aaron Johnson
- Emma Stone